# Reacție de polimerizare în lanț

Diagramme des 4 premiers cycles de la PCR

În biologia moleculară reacția în lanț a polimerazei tradusă și ca reacția de polimerizare in lanț este o tehnologie biochimică de multiplicare (sinteză) in vitro a substanței genetice ADN  prin amplificarea perechilor de baze componente. Este frecvent desemnată cu acronimul PCR derivat din limba engleză (polymerase chain reaction).
Metoda a fost dezvoltată în condiții de laborator de Kary Mullis in 1983.

## Aparat

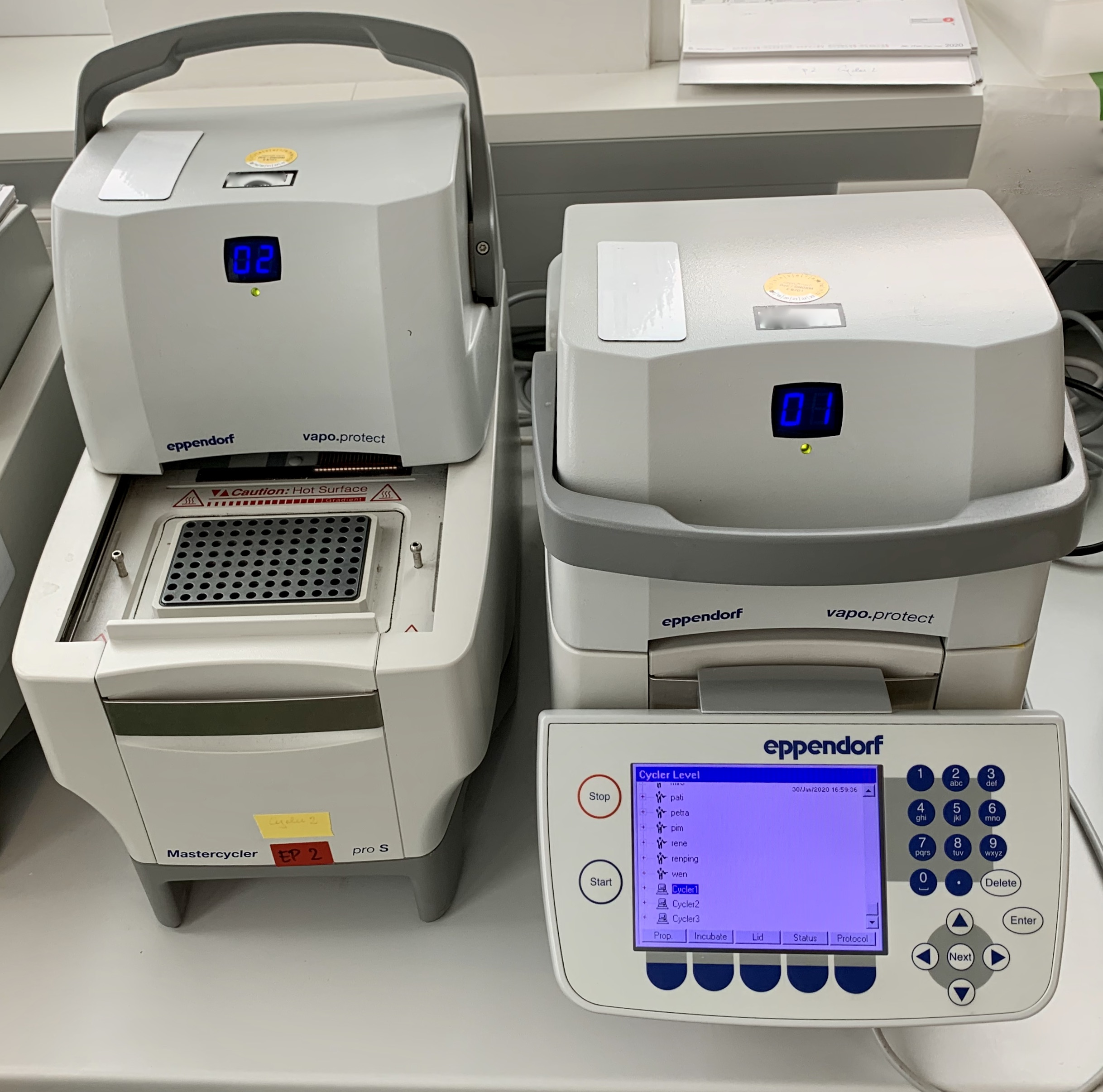
Figura 1a:Un termociclator pentru PCR